# Seqüència de Zadoff-Chu

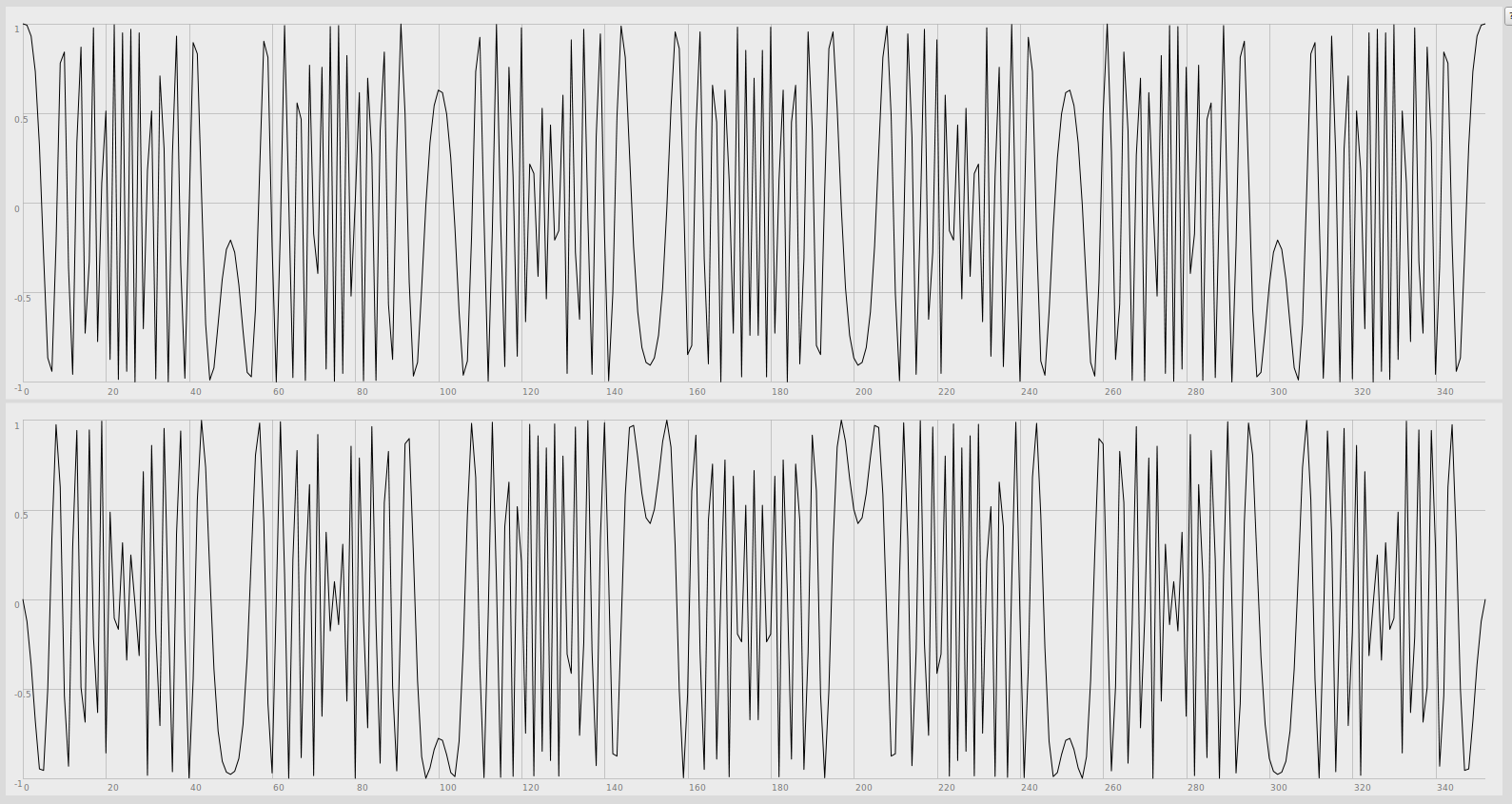
Gràfic d'una seqüència de Zadoff-Chu per a u=7, N=353

Una seqüència de Zadoff–Chu (ZC), també anomenada seqüència Chu o seqüència de Frank–Zadoff–Chu (FZC), :152és una seqüència matemàtica de valors complexos que, quan s'aplica a un senyal, dona lloc a un nou senyal d'amplitud constant. Quan s'imposen versions cíclicament desplaçades d'una seqüència de Zadoff-Chu sobre un senyal, el conjunt resultant de senyals detectats al receptor no es correlaciona entre si.
Reben el nom de Solomon A. Zadoff, David C. Chu i Robert L. Frank.

## Descripció
Les seqüències de Zadoff-Chu mostren la propietat útil que les versions desplaçades cíclicament d'elles mateixes són ortogonals entre si.
Una seqüència de Zadoff–Chu generada que no s'ha desplaçat es coneix com a seqüència arrel.
El valor complex a cada posició n de cada seqüència arrel de Zadoff–Chu parametritzada per u ve donat per
{\displaystyle x_{u}(n)={\text{exp}}\left(-j{\frac {\pi un(n+c_{\text{f}}+2q)}{N_{\text{ZC}}}}\right),\,}
on {\displaystyle 0\leq n<N_{\text{ZC}}} ,
{\displaystyle 0<u<N_{\text{ZC}}} i {\displaystyle {\text{gcd}}(N_{\text{ZC}},u)=1},
{\displaystyle c_{\text{f}}=N_{\text{ZC}}\mod 2} , {\displaystyle q\in \mathbb {Z} }
{\displaystyle N_{\text{ZC}}={\text{length of sequence}}}.
Les seqüències de Zadoff-Chu són seqüències CAZAC (forma d'ona d'autocorrelació zero d'amplitud constant).

## Usos
Les seqüències de Zadoff-Chu s'utilitzen a la interfície ràdio 3GPP Long Term Evolution (LTE) en el senyal de sincronització primària (PSS), el preàmbul d'accés aleatori (PRACH), el canal de control d'enllaç ascendent (PUCCH), el canal de trànsit d'enllaç ascendent (PUSCH) i els senyals de referència sonors. (SRS).
En assignar seqüències Zadoff-Chu ortogonals a cada LTE eNodeB i multiplicar les seves transmissions pels seus respectius codis, es redueix la correlació creuada de transmissions simultànies eNodeB, reduint així la interferència entre cèl·lules i identificant de manera única les transmissions eNodeB.
Les seqüències de Zadoff-Chu són una millora respecte als codis de Walsh-Hadamard utilitzats a UMTS perquè donen lloc a un senyal de sortida d'amplitud constant, reduint el cost i la complexitat de l'amplificador de potència de la ràdio.